# Pierre-Simon de France
Pierre-Simon de France est un homme politique français né le 28 novembre 1734 à Coux (Ardèche) et décédé le 6 novembre 1819 à Saint-Priest (Ardèche).

## Biographie
Docteur en droit à Toulouse en 1756, il devient avocat à Privas. Il est député du tiers état aux états généraux de 1789 pour la sénéchaussée de Villeneuve-de-Berg et siège avec le parti constitutionnel. Il devient ensuite maire de Coux, en 1791, puis commissaire du roi près le tribunal criminel en 1792 et juge de paix du canton de Privas. Juge suppléant au tribunal civil de Privas en 1800, il démissionne rapidement, à cause de sa cécité.

## Sources
- « Pierre-Simon de France », dans Adolphe Robert et Gaston Cougny, Dictionnaire des parlementaires français, Edgar Bourloton, 1889-1891 [détail de l’édition]